# Giovanni Roncari
Giovanni Roncari OFM Cap. (ur. 19 sierpnia 1949 w Weronie) – włoski duchowny katolicki, biskup Pitigliano-Sovana-Orbetello w latach 2015-2024, w latach 2021-2024 również biskup Grosseto.

## Życiorys
Święcenia kapłańskie otrzymał 22 marca 1975 w zakonie Braci Mniejszych Kapucynów. Był m.in. wikariuszem i proboszczem zakonnej parafii we florenckiej dzielnicy Montughi, wykładowcą Fakultetu Teologicznego Włoch Centralnych, a także delegatem archidiecezji Florencji ds. apostolstwa świeckich oraz wikariuszem biskupim ds. duchowieństwa.
1 października 2015 papież Franciszek mianował go ordynariuszem diecezji Pitigliano-Sovana-Orbetello. Sakry udzielił mu 21 listopada 2015 metropolita Florencji – kardynał Giuseppe Betori.
19 czerwca 2021 papież Franciszek mianował go biskupem diecezji Grosseto, łącząc ją z diecezją Pitigliano-Sovana-Orbetello unią in persona episcopi. Ingres do katedry odbył 9 sierpnia 2021. 
19 grudnia 2024 ten sam papież przyjął jego rezygnację z urzędów biskupa diecezji Pitigliano-Sovana-Ortobello oraz biskupa diecezji Grosseto. 